# Hampstead (Quebec)
Hampstead es una ciudad de la aglomeración de Montreal, en la provincia canadiense del Quebec. Es una de las ciudades que conforman la Comunidad metropolitana de Montreal y a su vez, hace parte de la región administrativa de Montreal. Toma su nombre de otra ciudad jardín, el suburbio londinense de Hampstead Village. Con una superficie de solo 1.760 km², es una de las localidades más pequeñas de la isla de Montreal.

## Historia
La ciudad fue fundada el 7 de abril de 1914, siendo James Ballie el primer alcalde. El objetivo de sus fundadores era el de crear una ciudad jardín. Los primeros años de existencia de la nueva comunidad se caracterizaron por las desavenencias con la ciudad de Montreal, que intentó anexionar Hampstead dos veces (en 1916 y en 1924). Estas desavenencias provocaron que hasta el año 1921, Hampstead no tuviera acceso a la red de agua corriente, a pesar de los esfuerzos de los ediles de la comunidad, que ya desde 1914 habían intentado hacer llegar el agua corriente a la población.
En 1923, Hampstead se dotó de su primer reglamento de construcción, con la finalidad de preservar su carácter de ciudad jardín. Este reglamento, el número 16 de la historia de esta comunidad, establecía normas de construcción muy estrictas, hasta al punto de solo permitir la construcción de casas unifamiliares.
Conscientes de la necesidad de construir otros edificios, como por ejemplo escuelas o iglesias, donde ofrecer a los ciudadanos los servicios que estos esperaban, algunas de las restricciones del reglamento 16 fueron levantadas a partir de febrero de 1927. Ahora bien, cabe destacar que el primero de estos edificios es anterior a esta fecha. En 1925, aun contradiciendo al reglamento de construcción, se construye la escuela del municipio, que todavía permanece abierta hoy en día.
El periodo que siguió a la Gran Depresión fue clave en el crecimiento de la localidad. Data de esta época la decisión de construir el campo de golf privado, considerado como una atracción más para potenciales compradores. Asimismo, es en este momento que entró en servicio la primera línea de autobuses de Hampstead. La estrategia del Consejo municipal fue un éxito y la población pasó de 440 a 2.268 habitantes entre 1929 y 1945.
A fin y efecto de hacer frente a este crecimiento de población, la ciudad modificó nuevamente su estricta normativa urbanística. En este sentido, se permitió la construcción de edificios de apartamentos a las zonas próximas al límite del municipio, con el propósito de que sirvieran de tapón respecto de las zonas comerciales y densamente pobladas situadas dentro el término municipal de Montreal a lo largo de la frontera con Hampstead. De esta forma, Hampstead podría mantener su espíritu de ciudad jardín, mientras Montreal proseguía su proceso de urbanización.
La localidad prosiguió su crecimiento tras el fin de la Segunda Guerra Mundial, haciéndose cada vez más escasos los terrenos disponibles para nuevas construcciones. Los planes urbanísticos de los años cincuenta y setenta culminaron el proceso de crecimiento urbanístico de Hampstead hasta agotar todos los terrenos disponibles, ofreciendo a Hampstead su fisionomía actual.

## Población
Según el censo de 2001, la población de Hampstead era de 6.974 habitantes. En el censo anterior, el de 1996, el número de habitantes de Hampstead era de 6.986, cosa que representa que entre 1996 y 2001 la población de este municipio se redujo en un 0,2%.
Esta tendencia, sin embargo, parece haberse roto, ya que según fuentes del Comité de transición de la aglomeración de Montreal, citando datos del Gobierno quebequés, la población del municipio, en el año 2004, era de 7.174 habitantes.
Tradicionalmente, Hampstead, como otros municipios del oeste de la isla de Montreal, ha sido residencia de ciudadanos burgueses, de habla inglesa y confesión protestante. Actualmente, esta afirmación no se corresponde con la realidad. Como consecuencia de la masiva inmigración de judíos europeos tras la Segunda Guerra Mundial, estos forman hoy en día el grueso de la población de Hampstead. Así, si en 1945, el 80% de los habitantes eran protestantes, el 16% católicos y solo el 4% judíos; ya en 1957, la proporción era bien diferente, siendo solo un 49% protestantes, un 22% católicos y un 28% judíos. Este tendencia se ha mantenido, y según datos del censo, en 2001 los judíos eran el 74% de la población de Hampstead, mientras que los católicos eran menos del 11% y los protestantes poco más del 4%.
Los judíos de Hampstead pertenecen principalmente a dos comunidades, la askenazí y la sefardí. La comunidad askenazí se instaló en la isla de Montreal a finales del siglo XIX y comienzos del XX, procedente principalmente de Europa del Este.
En cambio, la llegada de la comunidad sefardí es posterior. Los sefardíes empezaron a llegar al Quebec a finales de la década de los 50 huyendo de las tensiones nacionalistas en Marruecos. El periodo comprendido entre los años 1965 y 1967 fue el que registró una mayor llegada de judíos marroquíes.
Estas dos comunidades se diferencian, entre otros aspectos, por su idioma. Al llegar al Quebec, los askenazíes hablaban el yídish y posteriormente adoptaron el inglés como su lengua, como consecuencia de la escolarización de sus niños en las escuelas anglófonas y protestantes. Situación bien diferente a la que se encontraron los sefardíes al llegar al Quebec, puesto que ellos sí hablaban una de las dos lenguas oficiales de Canadá, en este caso el francés. Los sefardíes habían adoptado esta lengua durante la época del protectorado francés en Marruecos.
Así, se puede concluir que la composición étnica y religiosa de la comunidad de Hampstead ha variado mucho desde sus inicios hasta la actualidad. En cambio, con respecto a la lengua materna de sus habitantes, la situación no ha cambiado demasiado, puesto que según los datos proporcionados por el censo de 2001, el inglés continúa siente la lengua materna mayoritaria.
| Lengua materna   | Porcentaje |
| ---------------- | ---------- |
| Inglés           | 62,15%     |
| Francés          | 13,48%     |
| Inglés y francés | 1,29%      |
| Otras lenguas    | 23,08%     |

En cuanto a las otras lenguas, se destaca la presencia del yídish, que todavía permanece vivo entre los miembros de la comunidad askenazí. Según datos de la ciudad de Montreal, en el ya desaparecido arrondissement que formaban los municipios de Hampstead, Côte-Saint-Luc y Montréal-Ouest durante el periodo comprendido entre la fusión forzosa con Montreal y la posterior segregación, el yídish era la tercera lengua más hablada tras el inglés y el francés. En 2001, un 5% de la población de este antiguo arrondissement afirmaba que su lengua materna era el yídish.

## Administración local
La comunidad de Hampstead pasó a ser un arrondissement (distrito) de la ciudad de Montreal el 1 de enero de 2002, como consecuencia de una ley de la Asamblea Nacional de Quebec. En esta fecha, entró en vigor la ley que establecía la fusión de todos los municipios situados en la isla de Montreal, así como de algunas islas adyacentes, que componían hasta entonces la Comunidad Urbana de Montreal, con la ciudad vieja. Hampstead pasaba así a formar parte de un nuevo arrondissement junto con los municipios de Côte-Saint-Luc y Montréal-Ouest.
Esta fusión, sin embargo, no fue bien recibida por la población de todos los nuevos distritos de Montreal. Posteriormente, con el acceso de los liberales al gobierno quebequés, se organizó un referéndum sobre la disgregación de los municipios fusionados. Esta consulta tuvo lugar el 20 de junio de 2004 en Hampstead y en otros veintiún antiguos municipios. De estos, quince (entre ellos Hampstead) votaron a favor de volver a ser municipios independientes. Esta disgregación entró en vigor el 1 de enero de 2006.
Ahora bien, Hampstead no ha recuperado todas las competencias de las que disponía antes de la fusión. Algunas competencias, llamadas competencias de aglomeración, son gestionadas por el Consejo de Aglomeración, formado por la ciudad de Montreal y los municipios disgregados.
Actualmente, el alcalde de Hampstead es el independiente William Steinberg. El alcalde y los seis consejeros municipales forman el Consejo municipal, el principal órgano director y decisorio de la ciudad. Tanto el alcalde como los consejeros son escogidos de forma directa por los ciudadanos de la localidad, según el sistema de listas abiertas. Las últimas elecciones municipales se celebraron el 6 de noviembre de 2005, poco antes de la entrada en vigor de la disgregación de Hampstead respecto de Montreal, y en ellas el actual alcalde fue escogido con el 41,47% de los votos emitidos. Participó el 48,69% de los electores inscritos.